# Стів Біко
Стів Біко (коса Steve Biko, повне ім'я — Стівен Банту Біко коса Stephen Bantu Biko, 18 грудня 1946, Кінг-Уільямс-Таун, Південно-Африканська Республіка — 12 вересня 1977, Преторія) — відомий борець за права чорних південноафриканців, вважається засновником руху «чорної самосвідомості» в Південній Африці.

## Біографія
Стів Біко народився в простій родині в Кінг-Уільямс-Тауні в Східній Капській провінції. Його батько рано помер. З самого дитинства Стіва цікавила політика.
В 1966 у він вступив на медичний факультет Натальского університету в Дурбані. Тут він познайомився зі своїм майбутнім другом і наставником Джошуа Мбойя Дада. Біко став членом багатонаціональної організації «Народний союз південноафриканських студентів». Але незабаром він вирішив, що «кольорові» повинні мати свою власну організацію для боротьби за свої права. Тому в 1968 у він став співзасновником «Організації південноафриканських студентів» ( SASO ) і її першим президентом. Потім ця організація увійшла до руху «чорної самосвідомості» ( ВСМ ). Біко також брав участь у діяльності «Всесвітньої християнської федерації студентів» ( «World Student Christian Federation» ). В 1972 р Стів був обраний почесним президентом «Зборів темношкірих» ( Black People's Convention ) і багато виступав на публіці. В 1973 у він був виключений з університету, і в тому ж році за ним було встановлено спостереження: йому було заборонено залишати місто, розмовляти більш ніж з однією людиною і публічно виступати. Також було заборонено цитувати Стіва у пресі та в усному мовленні. Стів Біко, що цікавився також і юридичними питаннями, почав заочне вивчення права.
Одночасно він активізував свою діяльність як лідер руху опору. Це призвело до того, що з 1975 він взагалі не міг брати участі в політиці, він неодноразово піддавався арештам.
Біко та рух «чорної самосвідомості» зіграли важливу роль в організації серії молодіжних протестів 16 червня 1976 а в Соуето, викликаних спробою уряду ввести обов'язкове викладання всіх предметів у школах на мові африкаанс. Виступи африканської молоді були придушені озброєною поліцією, жертвами насильства стали десятки африканців. Після цього влада почали полювання на Біко.
18 серпня 1977 він був заарештований поблизу Кінг-Уільямс-Тауна за підозрою в тероризмі й привезено до в'язниці довколишнього міста Порт-Елізабет, в камеру 619 . 11 вересня, після численних допитів і застосування тортур Біко перевезли в Преторію. На наступну ніч, він помер в тюремному лазареті. Міністр юстиції ПАР заявив, що причиною смерті Стіва стало голодування, проте розслідування, проведене в листопаді 1977 показало, що смерть Біко настала внаслідок ушкоджень мозку (факти про обставини його смерті зробила надбанням громадськості, журналістка Хелен Зілле, майбутній мер Кейптауна і лідер опозиції). Винні у його смерті так і не були притягнуті до відповідальності.
Обставини смерті Стіва Біко привернули широку увагу світової громадськості. Біко став символом руху опору проти режиму апартеїд. На його похороні були присутні багато журналістів, політиків і дипломатів, в тому числі з США та Західної Європи. Загальна кількість людей, які приїхали проводити Стіва в останню путь, склало більше 10 тис. чоловік.
Уряд ПАР піддало гонінням цілий ряд осіб і організацій, що встали на захист Біко, серед них білого журналіста Дональда Вудза, близького друга Біко, що допомагав в розслідуванні його смерті. Рада безпеки ООН відреагував на це введенням ембарго на ввіз і продаж зброї ПАР.

## Пам'ять

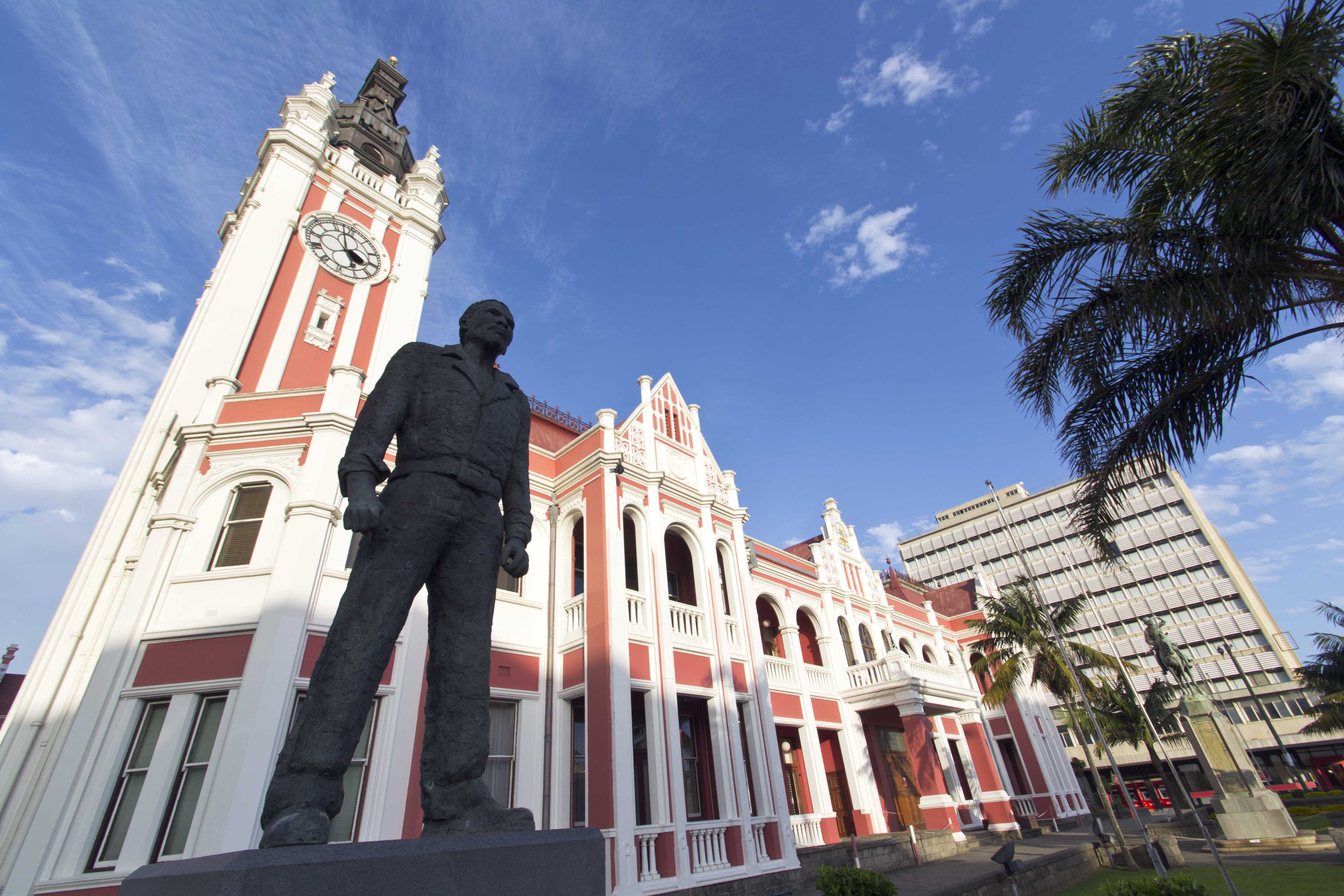
Пам'ятник Стіву Біко, Іст-Лондон

Особистість Біко стала легендарною, і його ім'я було увічнено в багатьох музичних творах, літературі і кіно.
Дональд Вудз описав долю Бико у своїй книзі: «Стів Біко — голос людства».У 1987 році Річард Аттенборо зняв за мотивами цієї книги фільм «Поклик свободи». За виконання ролі Стіва Біко актор Дензел Вашингтон був номінований на «Оскар» — за виконання ролі другого плану.
Про Біко співали багато виконавців реп а, хіп-хоп а, джаз а, реггі і рок а.
Серед них Пітер Геммілл, Public Enemy, Патріс, Пітер Гебріел, Дейв Метьюс, System Of A Down, Simple Minds, U2 та інші.
Ім'я Стіва Біко зараз носять вулиці та будівлі університетів в ПАР, Англії та США. На площі Свободи в Технологічному університеті Дурбана встановлено його бронзовий бюст.
Стів Біко є автором книги «Я пишу, що хочу» (I Write What I Like). Йому належить ряд відомих цитат, наприклад,  «Змініть у людей образ думок, і дійсність ніколи вже не буде колишньою».
Біко належав до народу коса, але вільно розмовляв також англійською мовою і африкаанс.